# كنيسة ساغين

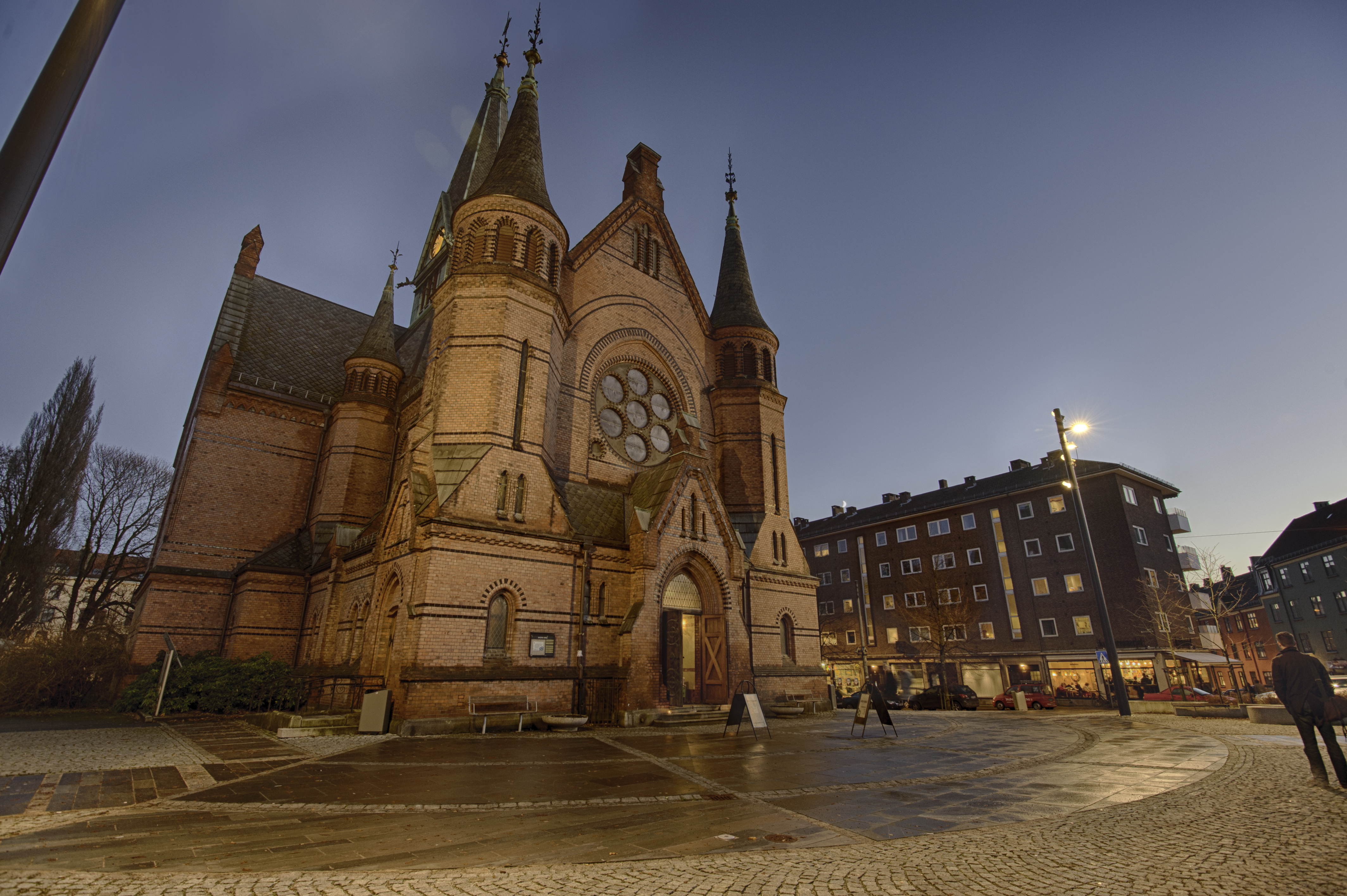
كنيسة ساغين.

تقع كنيسة ساغين في أوسلو بالنرويج. بنيت الكنيسة على طراز العمارة القوطية الحديثة وتم تشييدها في عام 1891. تم تصميمها من قبل المهندس المعماري Christian Fürst على الطراز العمارة القوطية الحديثة. هناك 600 مقعد.